# Samurai Shodown II
Samurai Shodown II  es un juego de lucha de 1994, lanzado como la segunda entrada en la serie Samurai Shodown de SNK.

## Jugabilidad
Después de la recepción entusiasta extremadamente entusiasta del primer juego Samurai Shodown, SNK reconstruyó la secuela desde cero, incluyendo casi todo el elenco de su predecesor, agregando varios personajes nuevos y refinando el juego en general con un control más receptivo, más movimientos ( particularmente el uso del medidor de POW como un medidor de movimiento súper especial; estos movimientos no solo causan daños severos a los oponentes sino que también rompen sus armas, obligándolos a luchar desarmados por un corto intervalo antes de que se emita un arma de reemplazo) y Número de huevos de Pascua.
La jugabilidad general se amplió para incluir varias opciones de movimiento, como poder rodar hacia adelante y hacia atrás, agacharse para evitar ataques altos o hacer saltos pequeños para evitar golpes bajos. Este juego también fue el primer juego en incorporar una técnica de bloqueo ofensivo o "parada", a través de un comando emitido en el último segundo, un jugador podría desviar el ataque entrante y dejar a su adversario abierto para atacar por una fracción de segundo. Tal técnica fue posteriormente también se utiliza en Namco Weaponlord y más tarde popularizado por Capcom Street Fighter III. También hay apariciones de otros personajes de SNK, un jefe oculto que ocasionalmente salía a desafiar a los jugadores y varias otras delicias para que los fanáticos descubrieran.

## Trama
Un año después de la derrota de Amakusa dentro del primer Samurai Shodown, pronto surge una nueva amenaza en forma de Mizuki Rashojin: un espíritu vengativo que posee una sacerdotisa local llamada Mizuki y busca provocar el caos y la destrucción en el mundo. nombre del dios oscuro Voluntad de Ambrosia. Aquellos que habían luchado antes en el pasado durante el reinado de terror de Amakusa ahora se encuentran, junto con algunas caras nuevas, luchando contra Mizuki y sus fuerzas leales para determinar el destino del mundo entero.

## Personajes
Con la excepción de Tam Tam y Amakusa, el elenco restante del Samurai Shodown original regresa para la secuela, al que se unen seis nuevos personajes:
- Genjuro Kibagami: un espadachín cruel y despiadado que es el mayor rival de Haohmaru.
- Cham Cham: una joven felina que es la hermana menor de Tam Tam (que se transformó en su mascota chimpancé Paku Paku como castigo divino por perder y no proteger las dos piedras sagradas de su aldea de Mizuki y sus fuerzas leales).
- Neinhalt Sieger: un caballero noble y valiente de Prusia que lucha con un guante gigante que contiene armas.
- Nicotine Caffeine: un viejo monje diminuto que sirve como el sabio maestro de Haohmaru y Genjuro.
- Kuroko: el árbitro de fondo que sirve como jefe oculto del juego. La lista de movimientos de Kuroko es interesante ya que usa movimientos que usan algunos de los personajes del juego, así como los personajes de otros luchadores de SNK como Ryo Sakazaki y Tung Fu Rue. Su súper movimiento en el juego es una versión cómica de Ryuko Ranbu de Ryo.
- Mizuki Rashojin: un espíritu vengativo que desea llevar a cabo la voluntad de Ambrosia para provocar el caos y la destrucción en el mundo. Mizuki es la primera jefa final femenina de la serie y la única jefa que recibe asistencia de un animal (un demonio parecido a un perro llamado Maju que sirve como la mascota y guardiana personal de Mizuki).

## Lanzamiento
Samurai Shodown II se lanzó originalmente para las salas de juegos Neo Geo y las consolas domésticas en 1994. A pesar de su considerable popularidad, el juego duró varios años sin ser lanzado en ningún otro sistema, excepto un puerto de 1996 del Versión de Neo Geo CD para PC con Windows solo en Japón. Fue portado a la PlayStation, en forma de Samurai Spirits Kenkaku Shinan Pack (que combina los dos primeros juegos en un solo paquete y también se lanzó solo en Japón).
Sin embargo, un puerto Xbox Live Arcade y una antología de PlayStation 2/Wii que contiene todos los juegos de Samurai Shodown se anunciaron en el Tokyo Game Show 2007. Fue lanzado en Xbox 360 el 10 de septiembre de 2008, y en la consola virtual de Wii en Europa el 8 de agosto de 2008 y en América del Norte el 25 de agosto de 2008, a un costo de 900 puntos Wii. El 18 de diciembre de 2012, SNK Playmore lanzó el juego en la memoria integrada de la consola portátil Neo Geo X. También fue portado para iOS, Android y lanzado en iOS App Store y Google Play en junio de 2013.
Una versión para PC digital de Samurai Shodown II con emulación Neo Geo se incluyó con muchos otros puertos emulados SNK Playmore Neo Geo y se lanzó en la tienda Humble Bundle el 8 de diciembre de 2015. Aunque la versión del navegador de Algunos de estos juegos, incluido este, se jugaron demasiado rápido en la ventana del software emulado, tenían versiones de cliente Steam disponibles. Este juego y muchos otros en el paquete Neo Geo 25th Anniversary que estaban en Humble Bundle se lanzaron más tarde para su descarga sin DRM en GOG.com el 31 de mayo de 2017.
Al igual que con el Samurai Shodown original , la versión Neo Geo AES censura toda la sangre en el juego. Sin embargo, Samurai Shodown II también incluye un "código de sangre" para habilitar toda la sangre; SNK proporcionó este código a revistas de juegos para su publicación y a quienes llamaron a su departamento de servicio al cliente.

## Recepción
Samurai Shodown II fue incluso mejor recibido que el original. Los cuatro revisores de EGM le dieron a la versión hogareña Neo Geo un puntaje unánime de 9/10 y el título de "Juego del mes", diciendo que el juego mejoró en todos los aspectos sobre su ya excelente predecesor. Más tarde lo clasificaron en el puesto número 4 en el "Hot 50" de EGM de 1995 , más alto que cualquier otro juego de lucha. GameProCriticó que los combos todavía están desequilibrados, con algunos personajes capaces de hacer mucho más daño que otros, pero alabó las mejoras como el medidor de prisioneros de guerra revisado y los movimientos secretos, así como "los mejores gráficos jamás vistos en un juego de lucha animado dibujado a mano ". Además, comentaron que, en combinación con otros lanzamientos recientes como Fatal Fury Special, SNK estuvo cerca de superar a Capcom como el principal fabricante de juegos de lucha. Un crítico de Next Generation dijo que el juego era el mismo que su predecesor, aparte de algunas "mejoras menores", pero que "eso es lo que lo hace tan bueno".
Samurai Shodown II hizo la lista de GameSpot de los mejores juegos de todos los tiempos y la lista de EGM de los diez mejores clásicos de culto. También fue clasificado como el 18º mejor juego de arcade de la década de 1990 por Complex. Retro Gamer lo incluyó entre los diez mejores juegos de Neo Geo: "Con sus hermosos gráficos, animación suave y sedosa y una lista ecléctica de personajes, la segunda parte de la serie SNKs Samurai Shodown es fácilmente la mejor. El carro de 202 megas contó con nuevos luchadores, telones de fondo gloriosos e incluso controles más elegantes que el impresionante original. Un éxito arcade masivo, Samurai Shodown IIfue un fantástico saludo de dos dedos para Capcom y demostró que el estilo y la ambición de SNK no conocían límites. Ciertamente carece de la profundidad de los juegos posteriores de la serie, pero por pura diversión y accesibilidad, Samurai Shodown II no tiene igual. Un luchador verdaderamente monumental que todavía juega brillantemente hoy ". En 2008, le dieron al XBLA relanzamiento una puntuación de revisión del 91%. En 2019, Game Informer lo clasificó como el noveno mejor juego de lucha de todos los tiempos.
Según Retro Gamer , "este increíble juego demostró que SNK estaba dispuesto y era capaz de desafiar las convenciones de género y enfrentarse cara a cara con Capcom en el campo de los juegos de lucha. La acalorada competencia entre las dos compañías duraría una década y más, ya que ambas compañías trató de innovarse mutuamente con cada nueva versión". La incómoda introducción de texto Engrish del juego a menudo ha sido comentada. Chad Okada (Game Lord) declaró que los esfuerzos para localizar el texto se vieron frustrados ya que no se consideró que el pequeño beneficio obtenido de las versiones hogareñas de Neo Geo valiera el tiempo y el dinero necesarios para corregir los errores de traducción.
Next Generation revisó la versión Neo-Geo del juego y declaró que "Desafortunadamente, incluso en su reproducción de arcade completa, Samurai Showdown II es simplemente otro juego de lucha. Definitivamente es un juego en el que todo propietario de Neo-Geo debería invertir, pero no un razón para comprar una máquina si no tienes una". 